# Клімат Азербайджану

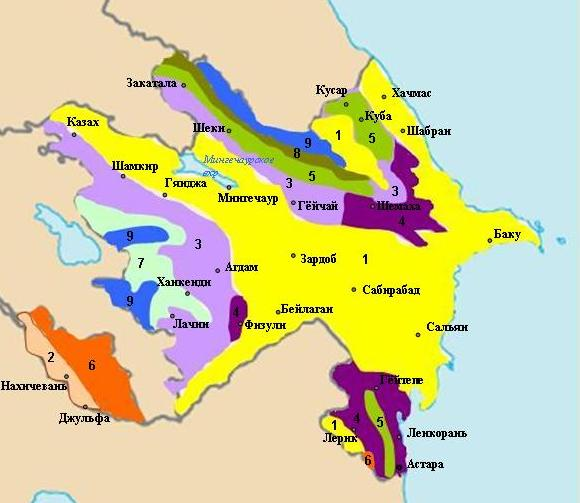
Типи клімату Азербайджану:
1 — Клімат напівпустель і сухих степів з помірною зимою і сухим жарким літом
2 — Клімат напівпустель і сухих степів з холодною зимою і сухим жарким літом
3 — Помірно теплий клімат з помірною зимою
4 — Помірно теплий клімат з сухим літом
5 — Помірно теплий клімат з рівномірним розподілом опадів
6 — холодний клімат з сухим літом
7 — холодний клімат із сухою зимою
8 — холодний клімат з великою кількістю опадів
9 — Гірський клімат тундри

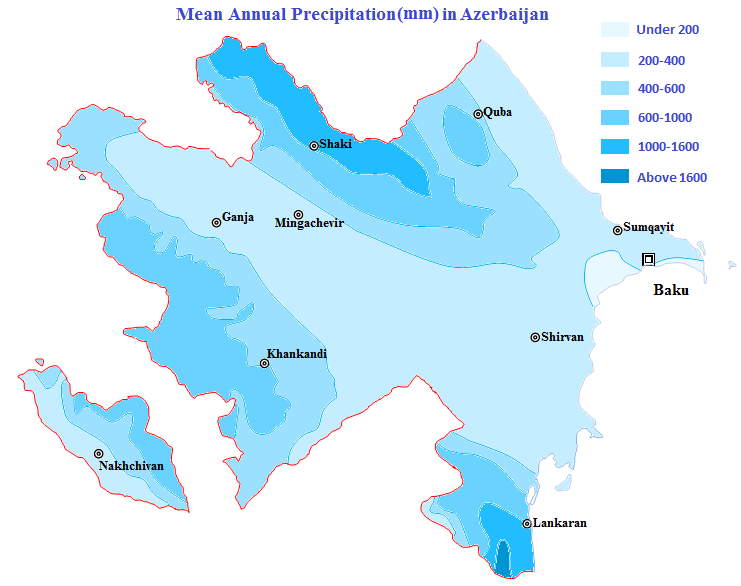
Середньорічна кількість опадів в Азербайджані (мм)

Клімат Азербайджану перехідний від помірного до субтропічного. На клімат Азербайджану основний вплив роблять географічне положення, рельєф і Каспійське море. У межах країни виділяються кілька типів клімату, від сухого і вологого субтропічного (Ленкорань) до гірського тундрового (високогір'я Великого Кавказу).

## Кліматичні пояси
За класифікацією кліматів Кеппена, в Азербайджані спостерігаються 9 з 11 типів клімату. Більша частина Азербайджану перебуває в субтропічному поясі. Тут є напівпустельний, клімат сухих степів, субтропічний, середній і холодний клімат. Сухий субтропічний клімат характерний для Апшерону і Кура-Араксинськой низовини. Вологий субтропічний клімат спостерігається тільки на півдні Талиських гір. Помірний клімат, що спостерігається здебільшого на покритих лісами височинах Великого і Малого Кавказу, ділиться на сухий, помірно-теплий сухий, помірно-теплий вологий і холодний. Холодний клімат спостерігається на високих гірських хребтах, вершинах Великого і Малого Кавказу, поясах альпійських і субальпійських лук.

## Температурний режим
Середньорічні температури змінюються від +15 °С на низовинах до 0 °С у горах. Середні температури — від +26 °С на рівнинах (максимум +32-35 °C, але іноді доходить і до +40 °C) до +5 °С у високогір'ях, а середньосічневої відповідно від +3 °C до −10 °C .
На території республіки абсолютний максимум температури повітря (+46 °С) і мінімум (-33 °С) спостерігається в долинах Араза в Нахчиванської АР, що відрізняється різким континентальним кліматом.

## Опади
Літо сухе. Опади розподіляються нерівномірно: 200—300 мм на рік на рівнинах (у районі Баку менше 200 мм), 300—900 мм у передгір'ях, 900—1400 мм у високогір'ях Великого Кавказу, до 1700 мм в межах Ленкоранської низовини. Найбільші опади випадають на півдні Ленкоранської низовини і схилах Талиських гір 1200—1700 мм. У Ленкорані максимум опадів припадає на зимовий період, у горах і передгір'ях — на квітень — вересень.

## Клімат міст
| Клімат Баку             | Клімат Баку | Клімат Баку | Клімат Баку | Клімат Баку | Клімат Баку | Клімат Баку | Клімат Баку | Клімат Баку | Клімат Баку | Клімат Баку | Клімат Баку | Клімат Баку | Клімат Баку |
| Показник                | Січ.        | Лют.        | Бер.        | Квіт.       | Трав.       | Черв.       | Лип.        | Серп.       | Вер.        | Жовт.       | Лист.       | Груд.       | Рік         |
| Середній максимум, °C   | 6,6         | 6,3         | 9,8         | 16,4        | 22,1        | 27,3        | 30,6        | 29,7        | 25,6        | 19,6        | 13,5        | 9,7         | 18,9        |
| Середня температура, °C | 4,2         | 4,0         | 6,3         | 12,3        | 18,0        | 22,8        | 26,4        | 25,6        | 21,8        | 16,0        | 10,8        | 6,6         | 14,5        |
| Середній мінімум, °C    | 2,1         | 2,0         | 4,2         | 9,4         | 14,9        | 19,7        | 22,2        | 22,9        | 19,4        | 13,6        | 8,8         | 4,8         | 12,0        |
| Норма опадів, мм        | 21          | 20          | 21          | 18          | 18          | 8           | 2           | 6           | 15          | 25          | 30          | 26          | 210         |
| ----------------------- | ----------- | ----------- | ----------- | ----------- | ----------- | ----------- | ----------- | ----------- | ----------- | ----------- | ----------- | ----------- | ----------- |
| Джерело: World Climate  |             |             |             |             |             |             |             |             |             |             |             |             |             |

| Клімат Гянджі            | Клімат Гянджі | Клімат Гянджі | Клімат Гянджі | Клімат Гянджі | Клімат Гянджі | Клімат Гянджі | Клімат Гянджі | Клімат Гянджі | Клімат Гянджі | Клімат Гянджі | Клімат Гянджі | Клімат Гянджі | Клімат Гянджі |
| Показник                 | Січ.          | Лют.          | Бер.          | Квіт.         | Трав.         | Черв.         | Лип.          | Серп.         | Вер.          | Жовт.         | Лист.         | Груд.         | Рік           |
| Абсолютний максимум, °C  | 23            | 25            | 28            | 33            | 38            | 39            | 43            | 40            | 37            | 33            | 28            | 23            | 43            |
| Середній максимум, °C    | 6             | 8             | 12            | 18            | 24            | 29            | 32            | 31            | 26            | 20            | 13            | 8             | 19            |
| Середня температура, °C  | 2             | 3             | 7             | 13            | 18            | 22            | 25            | 24            | 20            | 14            | 7             | 4             | 13            |
| Середній мінімум, °C     | −2            | −1            | 2             | 7             | 13            | 16            | 19            | 19            | 15            | 10            | 5             | 0             | 9             |
| Абсолютний мінімум, °C   | −18           | −15           | −12           | −4            | 2             | 6             | 11            | 11            | 2             | −1            | −8            | −19           | −19           |
| Норма опадів, мм         | 10            | 15            | 19            | 32            | 45            | 48            | 24            | 18            | 18            | 30            | 14            | 13            | 286           |
| ------------------------ | ------------- | ------------- | ------------- | ------------- | ------------- | ------------- | ------------- | ------------- | ------------- | ------------- | ------------- | ------------- | ------------- |
| Джерело: Погода і клімат |               |               |               |               |               |               |               |               |               |               |               |               |               |

| Клімат Ленкорань        | Клімат Ленкорань | Клімат Ленкорань | Клімат Ленкорань | Клімат Ленкорань | Клімат Ленкорань | Клімат Ленкорань | Клімат Ленкорань | Клімат Ленкорань | Клімат Ленкорань | Клімат Ленкорань | Клімат Ленкорань | Клімат Ленкорань | Клімат Ленкорань |
| Показник                | Січ.             | Лют.             | Бер.             | Квіт.            | Трав.            | Черв.            | Лип.             | Серп.            | Вер.             | Жовт.            | Лист.            | Груд.            | Рік              |
| Середній максимум, °C   | 7,2              | 7,2              | 11,0             | 17,5             | 22,5             | 27,2             | 30,4             | 29,5             | 25,9             | 19,9             | 14,1             | 10,1             | 18,5             |
| Середня температура, °C | 3,4              | 4,0              | 6,9              | 12,5             | 17,7             | 22,2             | 25,3             | 24,4             | 21,2             | 15,8             | 10,4             | 6,0              | 14,1             |
| Середній мінімум, °C    | 0,0              | 1,0              | 3,9              | 8,6              | 13,1             | 17,5             | 20,1             | 19,7             | 16,9             | 11,8             | 6,7              | 2,5              | 10,1             |
| Норма опадів, мм        | 91               | 114              | 90               | 50               | 54               | 22               | 17               | 50               | 143              | 259              | 168              | 88               | 1146             |
| ----------------------- | ---------------- | ---------------- | ---------------- | ---------------- | ---------------- | ---------------- | ---------------- | ---------------- | ---------------- | ---------------- | ---------------- | ---------------- | ---------------- |
| Джерело: World Climate  |                  |                  |                  |                  |                  |                  |                  |                  |                  |                  |                  |                  |                  |

## Виноски
1. ↑  ГУДК. Атлас Азербайджанської РСР. — Москва, 1979. — С. 16. — 40 с. (рос.)
2. ↑  World Climate — Baku [Архівовано 2013-09-09 у Wayback Machine.] (англ.)
3. ↑  Погода і клімат (рос.)
4. ↑  World Climate — Lenkoran [Архівовано 2013-08-18 у Wayback Machine.] (англ.)